# Adrian Brine
Adrian Stanley Brine (Londen, 25 maart 1936 – Amsterdam, 11 mei 2016) was een Engels-Nederlandse toneelregisseur en acteur. Hij was als zodanig werkzaam in Nederland, België en later ook in Frankrijk. Brine woonde vanaf de jaren zestig in Nederland.
Bij toneelgroep Globe was Brine artistiek directeur en regisseerde hij onder andere de voorstelling Equus van de Engelsman Peter Shaffer. Bij het Publiekstheater bracht hij het toneelstuk Bedrog van Harold Pinter. Verder regisseerde Brine een groot aantal vrije producties, zoals Liefde half om half met Mary Dresselhuys en Ko van Dijk, The Price van Arthur Miller en de afscheidsvoorstelling van John Kraaijkamp sr.
In Frankrijk ontving Brine de prestigieuze toneelprijs de Molière voor zijn regie van De ideale echtgenoot van Oscar Wilde. In België werd hij onderscheiden als Ridder in de Kroonorde.
Als acteur speelde Brine onder meer in de films Max Havelaar, Het meisje met het rode haar en De Schorpioen.    
Adrian Brine was gedurende meer dan vijftig jaar de levenspartner van de Nederlandse castingdirector Hans Kemna.
- Biblioteca Nacional de España: XX1287355
- Bibliothèque nationale de France: cb14412035r (data)
- Gemeinsame Normdatei: 1096191490
- International Standard Name Identifier: 0000 0000 5837 5797
- Library of Congress Control Number: nr98032238
- Nederlandse Thesaurus van Auteursnamen: 403979323
- Virtual International Authority File: 79180207
- WorldCat: E39PBJhhtpbqw6HVtQBwW7rrMP